# 養珠院殿
養珠院殿（ようじゅいんどの、? - 大永7年7月17日（1527年8月13日））は、戦国時代の女性。戦国大名・北条氏綱の正室。北条氏康の生母。

## 生涯
出自・経歴など詳細は不明であるが、「横江北条相模守女」とする記録（『高橋家過去帳』）が存在しており、鎌倉北条氏の末裔とされる横井氏（横江氏）の出身であった可能性もある。また、氏綱の大伯父とされる伊勢貞藤の室は横井掃部助時永の娘と伝える系図（『横井系図』）もあり、京都の伊勢氏との関係によって結ばれた婚姻の可能性もある。永正12年（1515年）に氏康を産んでいる。
没年に関しては確証があるわけではないが、享禄元年（1528年）7月17日に既に死去している記録が存在し（『宗刊阿毘達磨大毘婆沙論巻廿九墨印記』戦87、『伝心庵過去帳』）、天文9年（1540年）7月に十三回忌法要が行われていることから（『以天和尚語録補遣』）、没年は大永7年7月17日と推測されている。
なお、南谷山香林寺の開基について香林寺の寺伝は彼女を開基とするが、同寺に伝わる忌日「天文7年3月1日」は他の記録と合致していない。黒田基樹は、北条綱成・綱房兄弟の母である養勝院殿が正しい開基ではないか、と推測している。